# 성대중
성대중(成大中, 1732년 ~ 1809년)은 조선 후기의 문신이자 성리학자이다. 자(字)는 사집(士執)이며 호(號)는 청성(靑城)이다. 그는 서얼 출신이었으나 영조의 탕평책 덕에 문신이 될 수 있었다.
1753년에 생원이 된 뒤 1759년에 문과에 급제하였다. 정조 때인 1784년에는 흥해군수를 지냈다.
그가 쓴 대표적인 저서로는 청성잡기(靑城雜記)가 있다. 또한 그는 노론 낙론계(洛論系)에 속한 인물이었으나 박지원, 박제가, 홍대용, 유득공, 이덕무, 남공철, 김정희 등의 북학파와도 가깝게 지내며 교류했다.